# 中国2010年上海世界博览会文莱馆

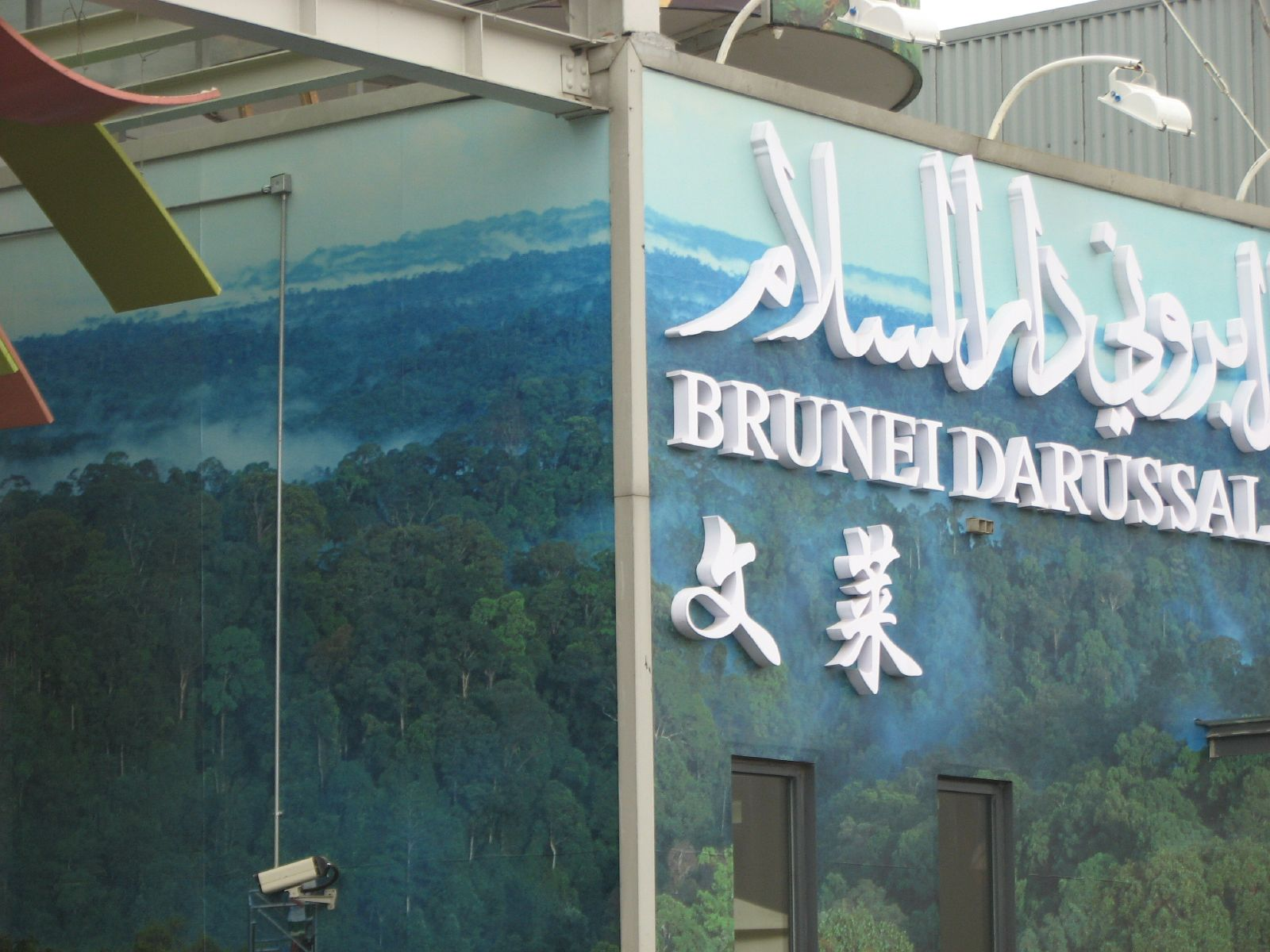
文莱馆

中国2010年上海世界博览会文莱馆，简称文莱馆（英文：Brunei Pavilion at Expo 2010），是中国2010年上海世界博览会代表文莱的展馆，位于世博园区B片区。该展馆的主题为“传承文明，展望未来”，其展馆的国家馆日为5月8日。该展馆将热带雨林作为入口处的主展项，展现文莱特有的自然环境。其主体表现为回转的特色图案。该展馆可让参观者了解文莱从第一个国家发展战略直至2035年的发展蓝图，同时馆内的4D影院将通过视频、声音、风及雨水来展示文莱的多彩风貌。该展馆还提供当地特色的食物，及文莱独特的手工编织展示。